# Município de Allen (condado de Union, Ohio)
Localização do Ohio nos E.U.A.
O município de Allen (em inglês: Allen Township) é um município localizado no condado de Union no estado estadounidense de Ohio. No ano 2010 tinha uma população de 2263 habitantes e uma densidade populacional de 29,01 pessoas por km².

## Geografia
O município de Allen encontra-se localizado nas coordenadas 40° 14′ 43″ N, 83° 29′ 15″ O. Segundo a Departamento do Censo dos Estados Unidos, o município tem uma superfície total de 78.01 km², da qual 76,74 km² correspondem a terra firme e (1,62 %) 1,27 km² é água.

## Demografia
Segundo o censo de 2010, tinha 2263 pessoas residindo no município de Allen. A densidade de população era de 29,01 hab./km².